# Shalala Kibou no Uta
Singles de AAA
Hallelujah
(2006) Hurricane Riri, Boston Mari
(2006)
Shalala Kibou no Uta est le 6esingle du groupe AAA sorti sous le label Avex Trax le 23 mars 2006 au Japon. Il atteint la 20e place du classement de l'Oricon. Il se vend à 8 455 exemplaires la première semaine et reste classé 5 semaines, pour un total de 13 484 exemplaires vendus. Il sort le même jour que le DVD 1st ATTACK at SHIBUYA-AX et l'album remix Remix Attack.
Cette chanson est présente sur la compilation Attack All Around, sur l'album remix AAA Remix ~non-stop all singles~, ainsi que sur l'album All et les mini albums All/2 et AlohAAA!.

## Liste des titres
| 1. | Shalala Kibou no Uta (Shalala キボウの歌)                | Ira Ishida | Naruse Hideki | 4:09 |
| 2. | Shalala Kibou no Uta (instrumental) (Shalala キボウの歌) | Ishida Ira | Naruse Hideki | 4:07 |

| 1. | Shalala Kibou no Uta (Shalala キボウの歌) |  |

## Interprétations à la télévision
- Music Fighter (1er avril 2006)
- Tokyo Beat (7 avril 2006)
- CDTV  (8 avril 2006)